# Breven från Jultomten
Breven från Jultomten är brev till J. R. R. Tolkiens barn från "jultomten". Breven handlar om alla möjliga äventyr på Nordpolen. Dessa utgavs postumt 1976.